# Концерт для тубы с оркестром (Воан-Уильямс)
Концерт для тубы с оркестром Фа минор Ральфа Воан-Уильямса — одно из хрестоматийных произведений для солирующей тубы в сопровождении симфонического оркестра. Написанный в 1954 году, концерт прочно закрепился в репертуаре практически всех солистов — исполнителей на этом инструменте.

## История создания
Ральф Воан-Уильямс написал свой концерт для тубиста Лондонского симфонического оркестра Филиппа Кейтелинета по случаю пятидесятилетнего юбилея оркестра. Им он и был впервые исполнен в Лондоне под управлением Джона Барбиролли 13 июня 1954 года. Этим же составом исполнителей в том же году была осуществлена первая запись этого произведения.

## Структура
Концерт состоит из трёх частей:
1. Allegro Moderato
2. Romanza. Andante sostenuto
3. Finale. Rondo alla Tedesca

## Записи
- Филипп Кейтелинет; Лондонский симфонический оркестр; сэр Джон Барбиролли (1954)
- Арнольд Джейкобс; Чикагский симфонический оркестр; Даниэль Баренбойм
- Джеймс Гурлей; оркестр Бирмингемского Королевского балета; Гэвин Сазерленд
- Михаэль Линд; Симфонический оркестр Стокгольмского радио; Лейф Сегерстам
- Эйстейн Бодсвик; Сингапурский симфонический оркестр; Энн Мэнсон